# Berguv
Berguv (Bubo bubo) är en fågelart i släktet Bubo och Europas största samt en av världens största ugglor. Den är en stannfågel, som förekommer i större delen av Europa och Asien. Den har en kraftfull kropp och ett påfallande kraftigt huvud med örontofsar. Ögonen är orangegula, fjäderdräkten mörkfläckig och bröst och mage ljusare än ryggen. Den häckar främst i skogiga bergsområden, på klippöar och mer sällan i byggnader.

## Utseende
Berguven är 59–73 cm lång, dess vingspann är 138–188 cm och den väger 2–4 kilo. Den benämns ofta som världens största och tyngsta uggla, men den ungefärligen jämnstora ostasiatiska arten jättefiskuv (Ketupa blakistoni) är i genomsnitt något större och lappugglan kan vara längre och kategoriseras därför ibland som den största.

Utmärkande för berguven är dess tydliga örontofsar och orangegul iris, samt det stora huvudet och den yviga fjäderdräkten. Örontofsarna hålls lågt åt sidorna när uven är avspänd, uppresta när uven ropar eller är upprörd. Örontofsarna syns inte när den flyger. I flykten, som är kraftig och stadig, kan den påminna om en stor vråk men till skillnad från vråkarna är berguvens vingar mer kupade i glidflykten. Bröstet är kraftigt svartstreckat ovanpå en gulbrun grundton. Magen är rostgul med smala, svarta streck. Ovansidan är mörkbrun och har grova fläckar samt en tvärvattring i svart. Vingen har ett svartvitt band. Strupen är vit och ses bara när fågeln ropar. Tarsen och klorna är grova.

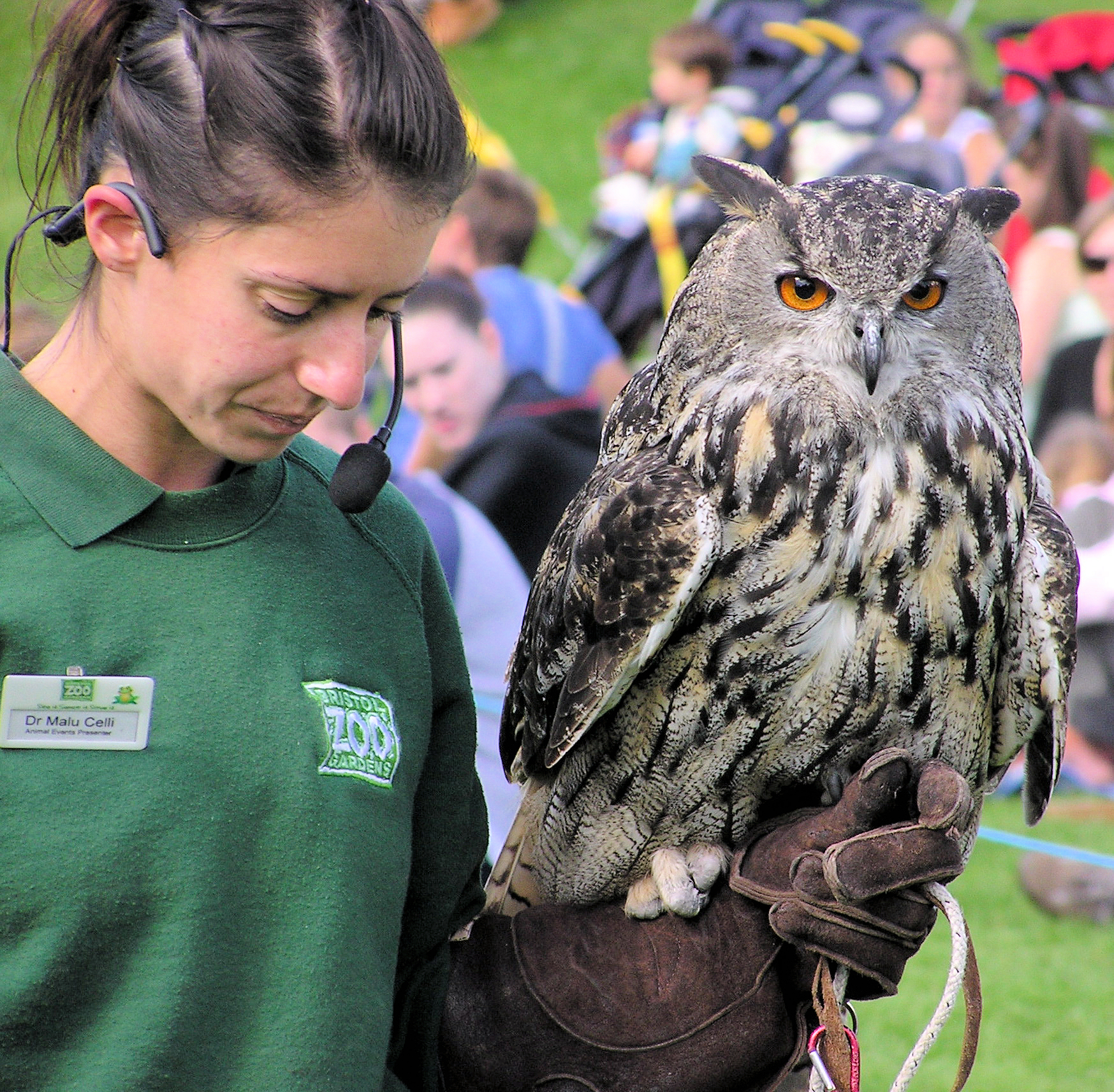
Berguv i fångenskap, England.

Nykläckta ungar har en ljusgrå dundräkt. Denna dräkt ruggas och efter bara några veckor är deras fjäderdräkt nästan färdigbildad; dock är huvudet fortfarande beklätt med dun, och de kan igenkännas genom sina relativt små tofsar.

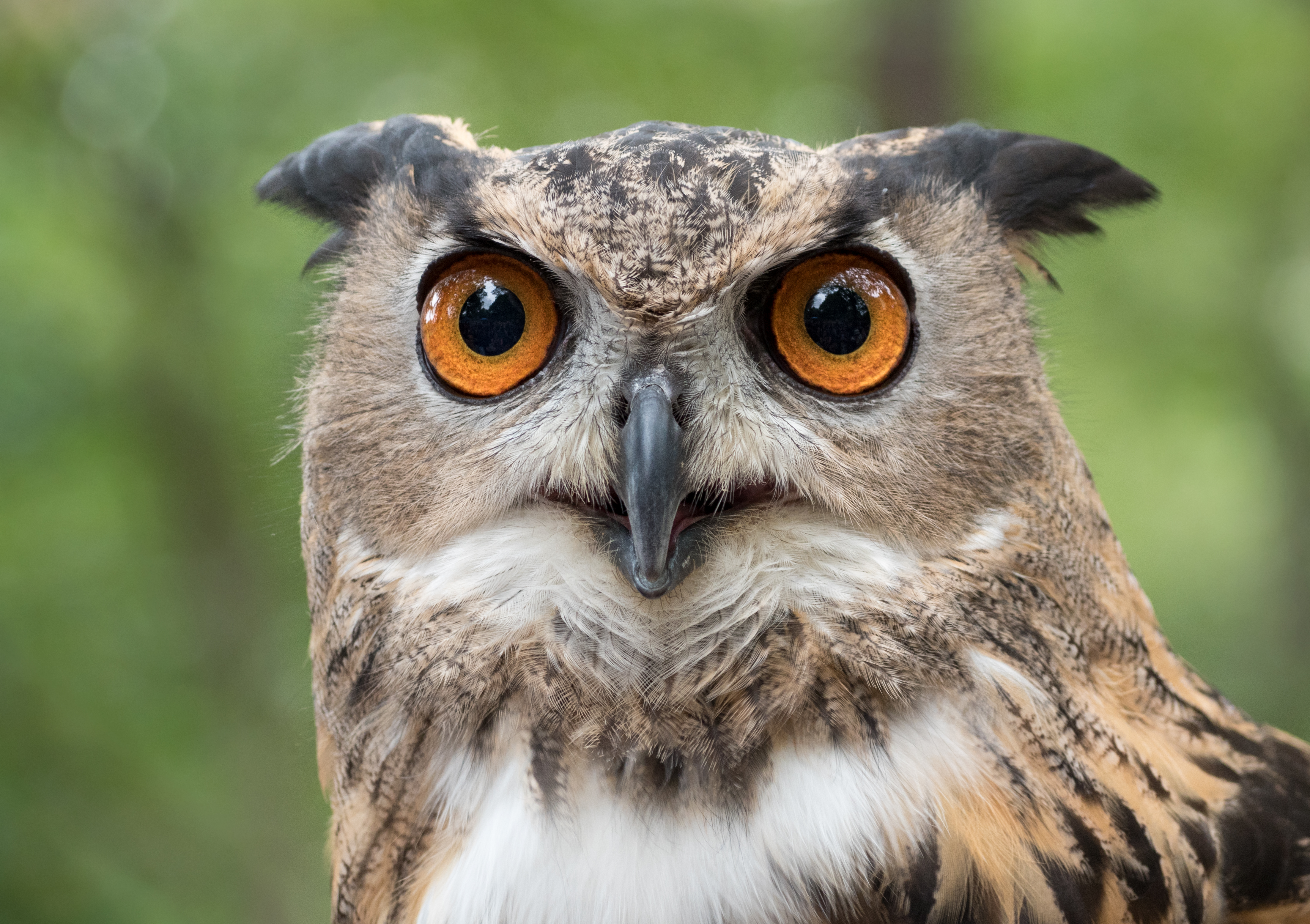
Notera de orange ögonen och de vertikala ränderna på bröstet.

## Läte
Sången framförs av hanen och hörs främst på vårvintern (men även ibland på hösten) och är ett mycket djupt tvåstavigt hoande, "oo-hoo". Andra stavelsen på ropet är betydligt lägre. Sången kan höras upp till 4 kilometer vid goda väderförhållanden. På det längsta höravståndet hörs endast den första tonen. På nära håll kan den låta förvånansvärt lågmäld. Locklätet hörs av honan och är ett skrovligt skällande läte, rhäeff; den har också ett trutliknande orosläte. Varnar gör fågeln med ett skällande ka. Ungarna tigger efter mat med ett ljudligt tju-ysch, som hörs under nätter i augusti.

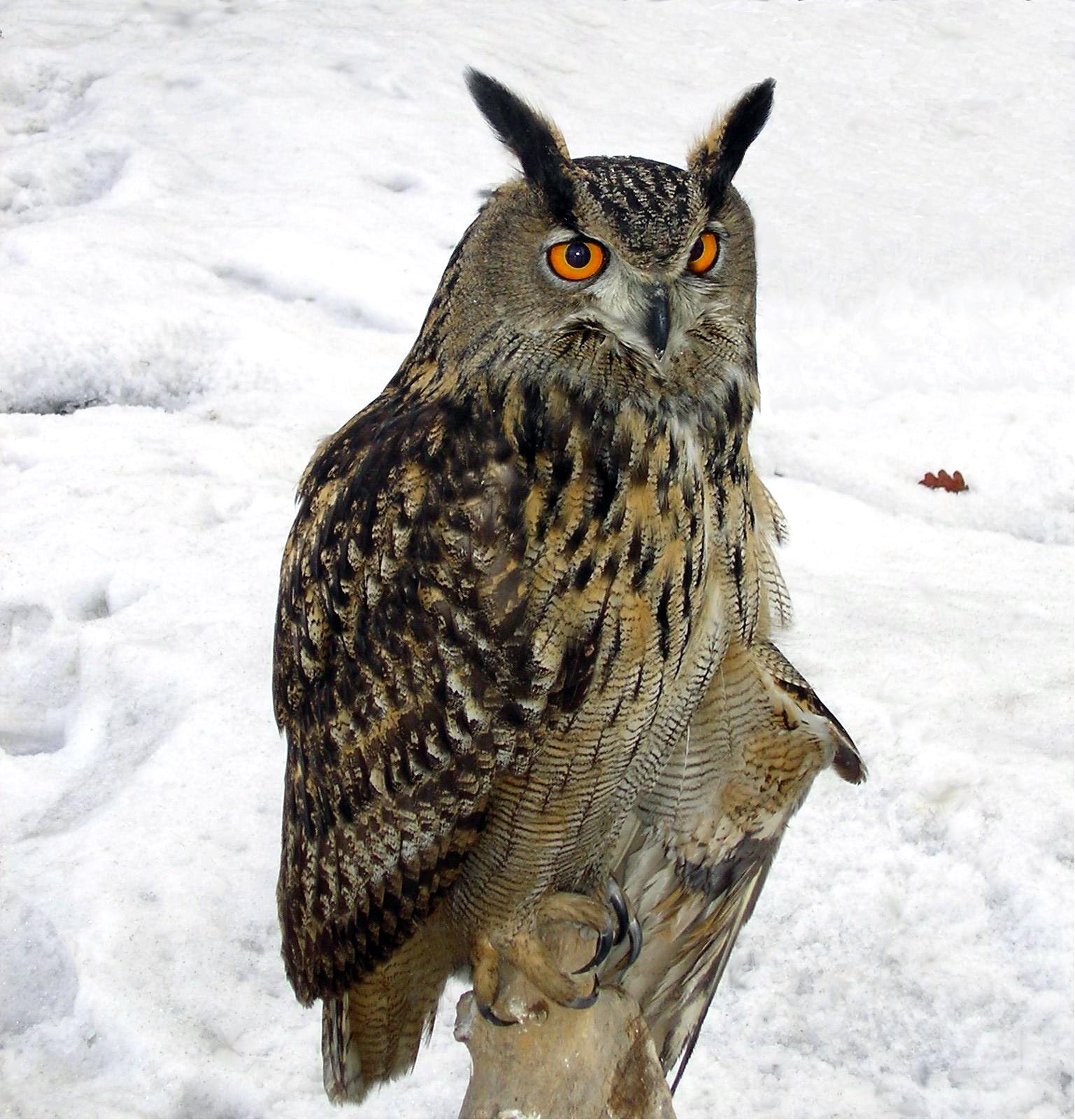
En berguv vintertid

## Utbredning och taxonomi
Berguven har en eurasisk utbredning och förekommer i Nord- Öst- och Sydeuropa samt i större delen av Asien. För eventuell utbredning i Nordafrika, se nedan. Berguven är huvudsakligen en stannfågel men ungfåglar kan göra milslånga förflyttningar. I Sverige häckar berguven i lokalt i södra och mellersta Sverige, på Gotland och i stora delar av Norrland, men främst i kustlandet.
För beståndsutveckling, se Status och hot. 

### Taxonomi
Berguven beskrevs taxonomiskt första gången 1758 i Carl von Linnés tionde upplaga av Systema naturae där han förde den till släktet Strix.
Dess närmsta släktingar anses vara den amerikanska virginiauven (Bubo virginianus) och taxonet klippuv (Bubo bengalensis) som återfinns kring den Indiska subkontinenten (läs mer nedan). Berguven förs idag till släktet Bubo, som beskrevs av Dumeril 1805, och som omfattar ett 20-tal arter. Vissa taxonomer slår dock ihop släktet Bubo med fiskuvarna i släktet Ketupa. Det finns fossila fynd av släktet Bubo som är över 40 miljoner år gamla.
Det finns en mycket stor mängd beskrivna lokala populationer av berguv. Den delas därför upp i en mängd underarter, upp till ett femtontal eller fler, där vissa taxa har varit omdiskuterade huruvida de borde kategoriseras som distinkta arter eller ej. Följande listan följer Clements et al och International Ornithological Congress (IOC) som båda erkänner 17 underarter:
- B. b. hispanus – Iberiska halvön; tidigare i Algeriet i Nordafrika
- nordeuropeisk berguv[10] B. b. bubo – Skandinavien söderut till norra Spanien och österut till västra Europeiska Ryssland
- B. b. ruthenus – Europeiska Ryssland till Uralbergen och nedre Volgabäckenet
- B. b. interpositus – Turkiet och nordvästra Iran till södra Ukraina, Rumänien och Bulgarien
- B. b. sibiricus, inklusive baschkiricus – från foten av västra Uralbergen till floden Ob och västra Altaj
- B. b. yenisseensis, inklusive zaissanensis – centrala Sibirien till norra Mongoliet
- B. b. turcomanus – Centralasien mellan Nedre Volga och Uralfloden österut till Transbajkal samt söderut till Kazakstan och västra Mongoliet
- B. b. tarimensis – nordvästligaste Kina (Tarimsänkan i västra Xinjiang)
- B. b. omissus – Turkmenistan österut till västra Kina
- B. b. hemachalanus – Pamir och norra Tianshan söderut till Himalaya
- B. b. tibetanus – centrala och östra Tibet samt intilliggande områden i södra Kina
- B. b. nikolskii – östra Irak, Iran, Afghanistan och västra Pakistan
- B. b. jakutensis – nordöstra Sibirien (floden Lena österut till Ochotska havet)
- B. b. ussuriensis, inklusive dauricus – sydöstra Sibirien till nordöstra Kina
- B. b. borissowi – Sachalin, södra Kurilerna (söder om Urup) och norra Japan (norra Hokkaido)
- B. b. kiautschensis, inklusive jarlandi, setschuanus, inexpectatus, swinhoei & tenuipes – centrala och södra Kina, österut (söderut till Yunnan och Guangdong) österut till Koreahalvön

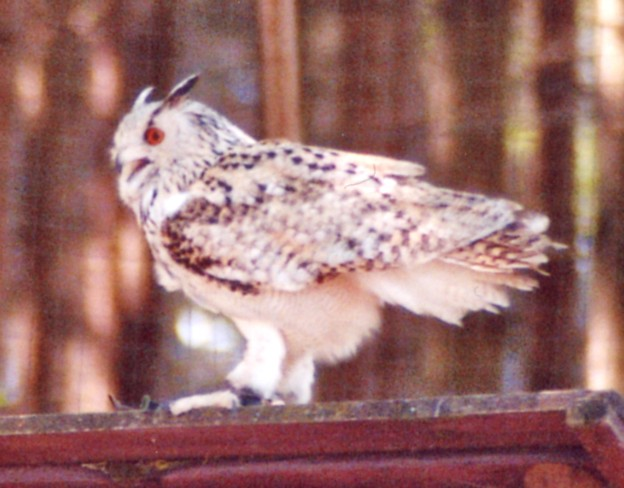
Ropande fågel av den sibiriska underarten B. b. sibiricus.

Klippuven (Bubo bengalensis) som häckar i Pakistan, Indien och västra Myanmar behandlades tidigare ofta som en underart  men bedöms numera oftast som en allopatriska art. Klippuven är bara 80 % så stor som nominatformen och hybrider förekommer i Kashmir
Även ökenuven (B. ascalaphus) i Nordafrika och i Mellanöstern har tidigare behandlats som underart till berguven men urskiljs nimera vanligen som egen art. Hybridformer förekommer i Jordandalen och i Irak mellan taxonen ascalaphus och interpositus men det förekommer också områden där de häckar sympatriskt utan tecken på hybridisering. Tidigare överlappade även utbredningen av hispanus  med ascalaphus i norra Algeriet utan hybridisering. Ökenuv är mycket ljusare och bara 75 % så stor som nominatformen. 

### Inplanterade populationer
Danmarks ursprungliga population av berguv dog ut runt 1850 och saknades som häckfågel under lång tid i landet. Efter att man planterat in fåglar så häckar nu arten i Danmark sedan 1985 och 1997 fanns det 25-30 par.

## Ekologi

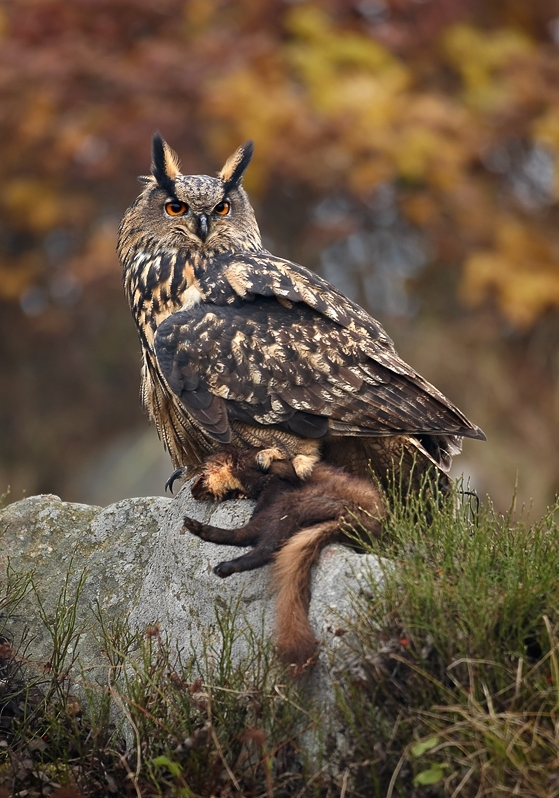
Berguv i bergskedjan Žďárské vrchy, Tjeckien 2009.

Berguven är nattaktiv. Normalt blir den runt 20 år men i fångenskap kan den leva betydligt längre, troligen upp till 60 år.

### Biotop
Berguven trivs i bergiga skogstrakter, på stupande bergsbranter och klippiga skärgårdsöar och kan dagtid ses sitta stilla på något undangömt ställe. Trots att fåglarna förknippas med vildmark förekommer de även i städer och då främst i industriområden eller i närheten av soptippar. Sedan 2005 har exempelvis åtminstone fem par setts häcka i centrala Helsingfors.

### Föda
Berguven brukar jaga mest nattetid och lever främst av gnagare som brunråtta och vattensork. Den tar också byten som hare, kanin, änder, kråk- och måsfåglar. Fisk, grodor och olika småfåglar är annan populär föda. Ibland kan berguven ta andra ugglor samt rovfåglar.

### Häckning

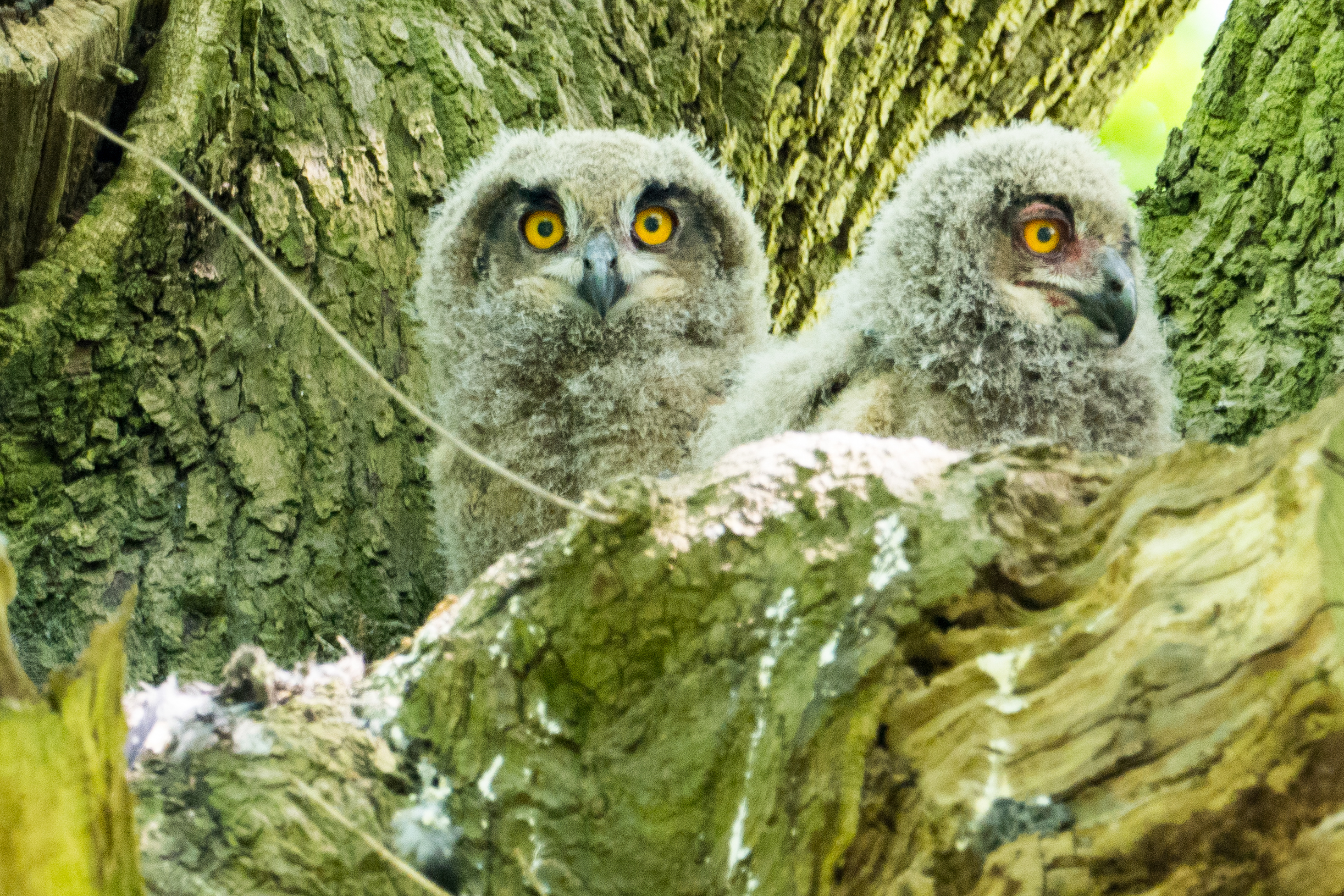
Två juvenila berguvar.

Det är inte känt när berguven blir könsmogen men förmodligen häckar de första gången runt tre till fyra års ålder. Ungfåglarna lever ett kringströvande liv och söker då efter en lämplig partner och häckningsrevir. 

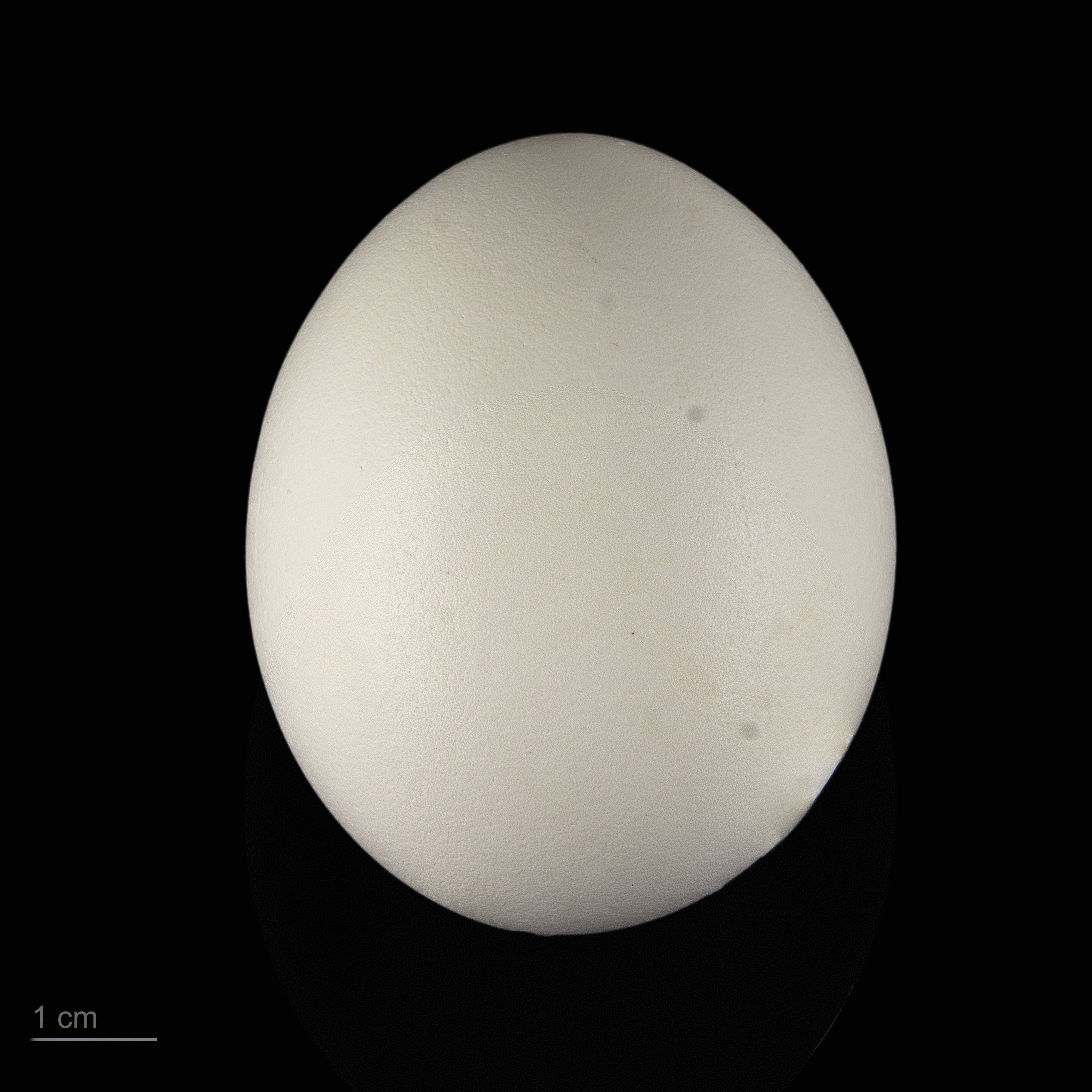
Ägg.

När berguven väl etablerat ett revir, blir fåglarna starkt bundna till detta. Reviret omfattar i regel fyra till sex kvadratkilometer med ett mycket varierat landskap. Boet läggs ofta på en klipphylla med ett stup nedanför, samt en utskjutande vägg som skydd. Boplatsen väljs ut av hanen. Redet är enkelt och består av en bale av material som skrapats upp från marken tillsammans med rester av spybollar som bomaterial. Den kan också häcka i övergivna rovfågelbon. 
Berguven har en utdragen häckning som sträcker sig från slutet av februari till början av september. Den lägger två till tre ägg i mars-april som ruvas av honan i drygt en månad. Under denna tid förser hanen honan med mat. Hanen fortsätter sedan att ensam försörja familjen de första veckorna efter ungarnas kläckning. Dålig väderlek och rovdjur som exempelvis mård, räv och grävling kan utgöra hot mot kullen.
Efter två månaders ålder börjar ungarna göra sina första flygturer men det dröjer ytterligare minst ett par månader innan de är helt mogna att försörja sig själva.

## Berguven och människan

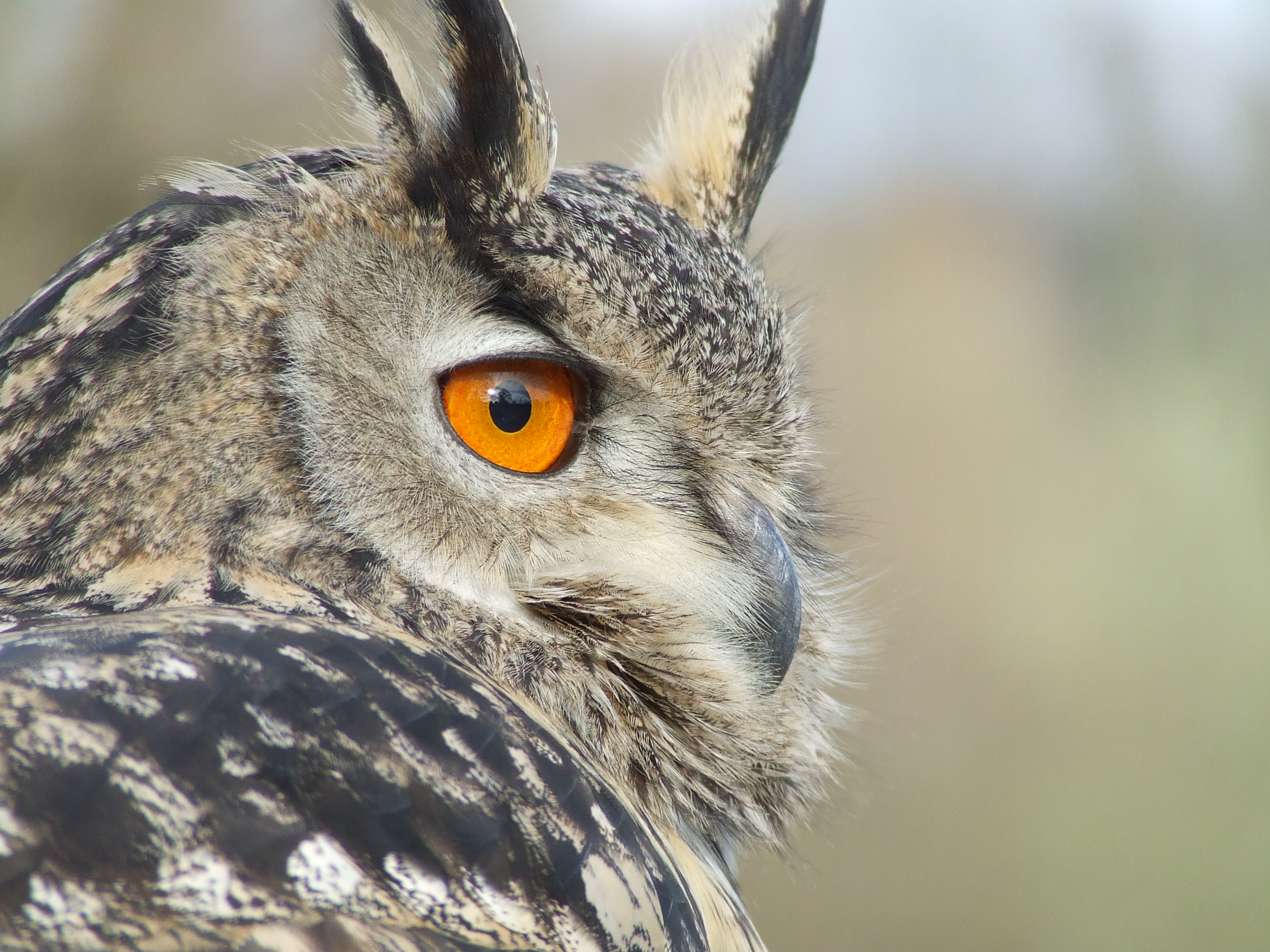
Närbild av berguv.

### Status och hot
Utsläpp av exempelvis kvicksilver och DDT anrikas i näringskedjan och lagras i höga halter i detta topprovdjur som sedan föder förlamade ungar, blir sterila eller helt enkelt dör. Negativa effekter av skogsbruk kan vara störningar vid häckningsplatser medan positiva effekter är att kalhyggen ökar tillgången på gnagare.
Förr jagades fågeln hårt eftersom den ansågs konkurrera om småviltet.
Idag kan det ökande friluftslivet utgöra ett störningsmoment för häckande fåglar och arten är utsatt för tjuvjakt, illegal handel med ägg och ungar samt handel med uppstoppade fåglar. Uvar förolyckas även i kollisioner med kraftledningar, vindkraftverk, bilar och tåg. Även taggtråd kan skada fågeln.

#### Status i Sverige
I Sverige var berguven förr ganska allmänt förekommande i skogstrakter och skärgårdar över så gott som hela landet ända upp till Karesuando. De senaste 150 åren har stammen gått tillbaka dramatiskt. Skottpengar utgick till och med 1925. Under tio år vid förra sekelskiftet utbetalades det bara i Västerbottens län skottpengar för 565 uvar.
Berguven fridlystes i Sverige 1950 men någon ändring i den nedåtgående trenden kunde inte skönjas. Det fick ornitologer i sydvästra Sverige att i slutet av 1960-talet starta det första berguvsprojektet. Detta omfattade Göteborg, Halland, Bohuslän, Dalsland, Västergötland och Småland väster om E4:an. Projektet var så framgångsrikt att det avvecklades 1983. Avelsparen överfördes till andra berguvsprojekt i landet. I dag pågår berguvsprojekt från Skåne till övre Norrland. Se Berguv Småland och Berguv Nord.
I början av 2000-talet uppskattades populationen bestå av cirka 500 frihäckande par.  I Artdatabankens rödlista från 2020 kategoriseras den som Sårbar (VU).

### Folktro

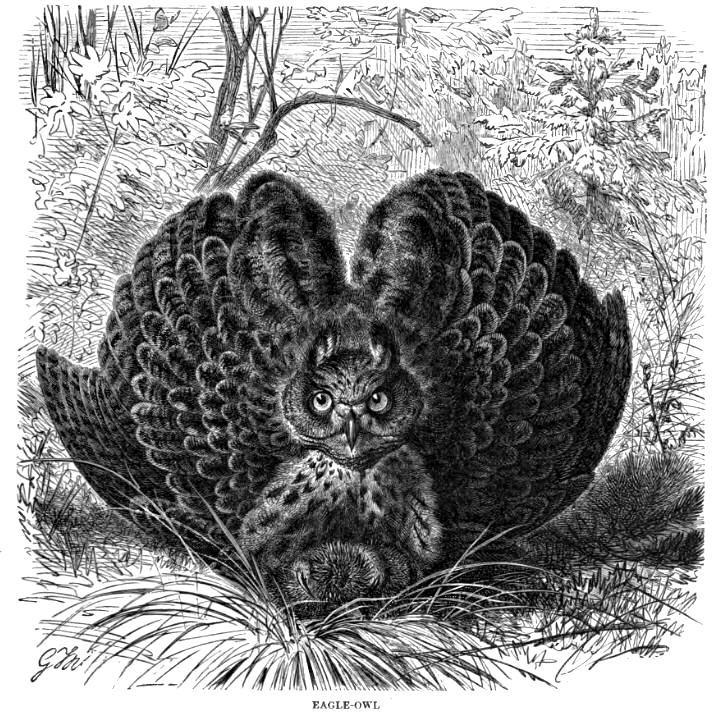
Illustration ur A. Brehms Foglarnas lif, 1896, av Jahrmargt.

Berguven är en sägenomspunnen fågel och den har väckt både skräck och hat. Förr ansågs dess hoande förutspå både oväder och olyckor och därför förbjöd man exempelvis barn att härma uven.
En sägen berättar från norska Telemark : 
| ” | Berguven, stenugglan eller hubron är den styggaste fågel som flyger i luften. Han har ögon som glödande eldslågor och en så stygg stämma, så det ryser i en då man hör honom. Stundom piper han, stundom gnyr han som en hund. Men mest sitter han i berget och ropar: Hu bror! Hu bror! Då tiger alla andra fåglar och han ensam har ordet. Folk säger att han är en förgjord människa som pinas för sina synder. | „ |

En svensk sägen berättar att ringduvan och berguven en gång bytte ungar och därför klagar duvan: "Får jag tillbaka mina sju, sju, så får du mina tu, tu".
I övriga Europa sågs berguven som en underjordisk fågel. I Ryssland var uven en demon som kunde skada barnen. Där sågs han också som Fan själv som hade förklätt sig till fågel. I antikens Grekland förutspådde berguven krig och motgångar i strider, och den som hörde fågeln på Sicilien skulle dö inom tre dygn.

### Namn
Berguven har tidigare ofta bara kallats "uv" eller "uf". Den har också givits en rad dialektala namn, exempelvis hejske-uv och hornuv i Blekinge, hässleuv och hässelhu'n i Småland och bergulf eller stenulf i norra Bohuslän.
 På Asperö i Göteborgs skärgård kallades den för kohou.

### I kulturen
Berguven är landskapsdjur och landskapsfågel för Dalarna.
I juni 2007 landade en berguv, som kom att kallas Bubi, på en fylld Olympiastadion i Helsingfors under EM-kvalmatchen mellan Finland och Belgien. Matchen avbröts i sex minuter. Finlands herrlandslag i fotboll har smeknamnet "Berguvarna".